# Pontevès
Pontevès ist eine französische Gemeinde mit 764 Einwohnern (Stand 1. Januar 2022) im Département Var in der Region Provence-Alpes-Côte d’Azur. Sie gehört zum Arrondissement Brignoles und zum Kanton Saint-Maximin-la-Sainte-Baume. Mit dem Château de Pontevès bestand von hier über Jahrhunderte der Regierungssitz der Familie von Pontevès.

## Geographie

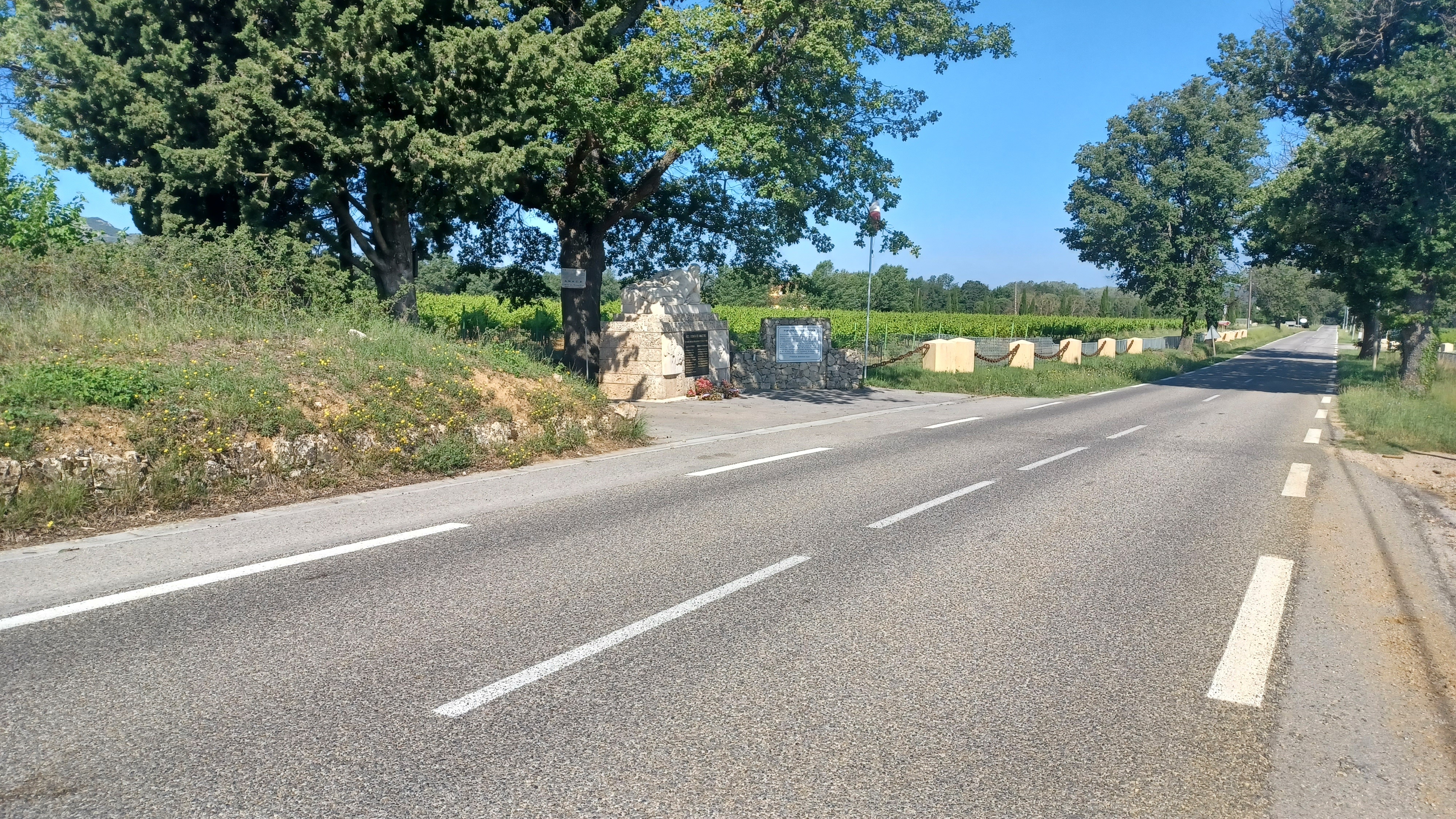
Gedenkstätte an der D 560.

Das Gemeindegebiet von Pontevès liegt größtenteils östlich des Ortes. Südöstlich befindet sich der über achthundert Meter hohe Berg Bessillon, dessen westliche, größere Hälfte vollständig auf dem Gemeindegebiet liegt. Hier entspringt das Flüsschen Cassole, das zum Argens entwässert. Nachbargemeinden sind
- Riez im Norden,
- Salernes und Draguignan im Osten,
- Le Val und Brignoles im Süden,
- Aix-en-Provence und Barjols im Westen.

Knapp fünf Kilometer Luftlinie vom Zentrum entfernt befindet sich an der D 560 die Gedenkstätte für die am 27. Juli 1944 von den deutschen Besatzern getöteten 18 Widerstandskämpfern. An der Nordflanke des Bessillon wurde am Hinrichtungsort zusätzlich noch eine Stele errichtet, um an die Hinrichtung zu erinnern.

## Ortskern
Der alte Ortskern liegt unmittelbar südlich des Château de Pontevès auf einer Anhöhe. Von dort gibt es eine gute Fernsicht nach Norden, Westen und nach Osten. Ganz östlich der geschlossenen Bebauung befindet sich die Kirche Saints-Gervais-et-Protais von 1666, die seit 1981 als Historisches Bauwerk eingestuft ist, wenig südlich davon die aus dem 16. Jahrhundert stammende Ölmühle, die seit 1923 unter Denkmalschutz steht. Der Ortskern hat einige pittoreske, eng-verwinkelte Gassen. Am westlichen Rand des alten Ortskernes befindet sich weiterhin ein Denkmal für die Opfer des Ersten Weltkriegs.

## Bevölkerungsentwicklung
| 1962 | 1968 | 1975 | 1982 | 1990 | 1999 | 2006 | 2017 |
| ---- | ---- | ---- | ---- | ---- | ---- | ---- | ---- |
| 341  | 345  | 319  | 417  | 450  | 573  | 657  | 748  |

## Persönlichkeiten
- Guillaume de Jerphanion SJ (1877–1948), Epigraphiker, Geograph, Fotograf, Linguist, Archäologe und Byzantinist